# Норвезько-українська торгова палата
Норвезько-Українська Торгова Палата (NUCC) (англ. The Norwegian-Ukrainian Chamber of Commerce) — асоціація підприємств, яка створена для координації взаємодії між Норвегією та Україною у торгово-економічній сфері.

## Історія створення
Торгова палата була створена 20 листопада 2008 року з ініціативи компанії Telenor. Правовим базисом створення палати була Угода між Урядом України та Урядом Королівства Норвегія про торговельні зв’язки та економічне співробітництво (від 27.01.1998 року).
5 січня 2009 Палата була офіційно зареєстрована в м.Осло. Робоча мова торгової Палати - англійська.
До складу її перших членів увійшли: Університет Нурланду та Міжнародний фонд соціальної адаптації.
Керуючим директором Норвезько-Української Торгової Палати було обрано Сигмунда Екхоугена.
За даними 2017 року Палата об'єднує близько 40 компаній з Норвегії та України, які представляють основні сектори співпраці двох країн: економіку, IT, телекомунікації, суднобудування, експорт морепродуктів, освіту, енергетику. Стати членами торгово-промислової палати можуть як приватні компанії, так і компанії державного сектора, які зацікавлені у співпраці між промисловцями Норвегії та України.
У 2016-2017 рр. асоціація проводила стипендіальний конкурс на навчання у бізнес-програмі «Young entrepreneurs – Norwegian-Ukrainian business development».

## Призначення
- представлення та захист інтересів норвезьких і українських компаній;
- сприяння розширенню співпраці між Україною та Норвегією у сферах торгівлі й промислових технологій;
- надає інформаційні послуги щодо оцінки економічної ситуації в Норвегії та Україні;
- організація різноманітних заходів, конференцій, ділових зустрічей з метою поширення інформації про торговельні та інвестиційні можливості в Україні;
- посередницькі та консультаційні послуги;
- проведення досліджень ринків;
- надання юридичних послуг.[3][4]

## Фінанси
Асоціація не має власного капіталу. Діяльність Палати фінансується за рахунок передплати, продажу послуг членам та добровільних внесків.

## Членство
Члени асоціації - це приватні та публічні компанії, приватні особи та асоціації в обох країнах, які зацікавлені у співпраці між бізнесом у Норвегії та Україні.
Членство надається членом ради на підставі письмової заяви. Заявники не мають права отримувати підстави для відмови.
Члени мають право зустрічатися та голосувати на щорічних загальних зборах. Члени можуть відвідувати щорічні збори та інші заходи з необмеженою кількістю представників.
Учасники повинні сприяти досягненню цілей палати, дотримуватися статуту асоціації та підтримувати рішення різних органів об'єднання.
Члени зобов'язані сплачувати членський внесок, визначений правлінням.

## Члени організації
- Adecco Ukraine
- Adonis Software
- Advice Group
- Agency “Goodwill”
- Agrina
- Alfa Eteks
- Amund Myklebust
- Arzinger Law Firm
- Asbjørn Tandberg
- Asmos
- Asters Law Firm
- Attention AS
- AUDITING CONSULTING GROUP LTD (ACG LTD)
- Axenter
- Axon Development Group
- Baker Tilly Ukraine
- BI Norwegian Business School
- Bravo Solutions AS
- Brynje of Norway
- CA Mordal Consulting
- CDM Engineering Ukraine
- Che IT Group
- Cleveroad
- CMS Cameron McKenna
- CodedInn
- Computools
- Confederation of Norwegian Enterprise/ NHO
- Conscensia
- COSMOS Prefab housing
- Dervus
- Devabit
- DevCom
- Diesel Care AS
- Dmytro Chumak
- DOIT Software
- DR ENERGY GROUP LLC
- Eco Group DA
- Edenlab
- Egersund Ukraine
- Elitex
- Ellis Culture
- Eterna Law
- Euristiq
- Evris
- EVRY
- Favorit 2014
- First Chair Legal
- Fredrik Flem
- GIEK Kredittforsikring
- Goe-Chalk
- Hans Rinde
- Huss
- Hustad & Granaas
- Icon Capital
- Infopulse
- Innoco
- Innocode
- Innovation Norway
- Institute of Engineering Ecology
- International Labour Centre
- Itera
- IWIS UKRAINE
- Jeantet Ukraine
- Kiki Development
- Kinstellar LLC
- Kirkenes Fondsforvaltning
- Kultprosvet
- LANARS
- LBK WOOD AS
- Leinoen AS
- Lex Consulting
- Locarto
- Lostra LLC
- LvBS (Lviv Business School)
- Magic Travel
- MavenEcommerce
- Miratech
- Multimedia Nordic ASC
- N-iX Delivery
- NBT
- NEFCO (Nordic Environment Finance Corporation)
- Nextpage
- NORD University
- Nordic Ukrainian Travel Company
- NordWhale
- Norsk Solar
- Norsk Ved AS
- Norwegian Energy AS
- Norwegian Seafood Council
- Novelex Ukraine
- Novum Økonomi AS
- OLIZ
- Oslo Regnskapskontor AS
- Park Lane Golden Gate
- Pelagia
- Pivotic Consulting AS
- Pro-Nor Nordic AS
- Ralabs
- Redcliffe Partners
- Relevant Software
- Resource Efficient and Cleaner Production Centre
- Rival Capital
- Sambay
- Scatec Solar
- Sigma Software
- Sjomat Norge
- Skills Academy
- SoftElegance
- SPERTON AS
- Standard Work Sp. z o.o
- Svarog West Group Corporation
- Techrep Norway AS
- The App Solutions
- The Energy Farm International Foundation
- Tiny Elephant Ukraine
- Tsambiko Holding AS
- Tschudi Logistics Holding
- Tschudi Ship Management Ukraine Ltd
- UGV (UkrGasVydobuvannya)
- Ukrainian-Scandinavian Center
- UkrBioLand
- UNEK
- UPTech
- Vector Software
- Voltage Group
- WarmDevs
- Wikborg Rein&Co
- YASNOEnergyEfficiency